# Milosav Tešić
Milosav Tešić (Lještansko kod Bajine Bašte, 1947.), srbijanski akademik, pjesnik, esejist i jezikoslovac. Diplomirao je i magistrirao na Filološkom fakultetu Sveučilišta u Beogradu. Radi u Institutu za srpski jezik kao urednik Rečnika srpskog književnog i narodnog jezika. Živi u Beogradu. Član je SANU.
Javio se relativno kasno s prvom pjesničkom knjigom, ali kao već formiran pjesnik. U vrlo kratkom roku zauzeo je mjesto jednog od najznačajnijih suvremenih srpskih pjesnika. U svojoj prvoj knjizi ("Kupinovo") Tešić poetski aktivira stvarna i simbolička značenja srpskih toponima, u drugoj ("Blago božije") silazi u osobno i kolektivno iskustvo da bi poetski dočarao svijet svog djetinjstva i  elemente srpske kulture, a u "Prelesti severa…", svojevrsnom romanu u stihovima, opjevao je Veliku seobu i prijelom u kulturi srpskog nacije na prijelazu 17. i 18. stoljeća, dok u je "Sedmici" opjevao stvaranje svijeta.
Tešić u srpsko pjesništvo vraća i revitalizira stare poetske oblike srpsko-bizantskog pjevanja - kanonske pjesme, kondak, stihiru, svetilan te rondo, rondel i glosu iz umjetničke lirike. Kao vrhunski versifikator, obnovitelj je jampske stope u srpskom pjesništvu i donositelj velikog i raznovrsnog leksičkog blaga.
Dobitnik je brojnih nagrada: Zmajeve, Disove, Žičke hrisovulje, Pečata varoši srijemskokarlovačke, Nagrade kritičara "Borbe" za knjigu godine, nagrade "Miloš Crnjanski"...

## Djela
Objavio je sljedeće knjige pjesama:
- Kupinovo, 1986.
- Ključ od kuće, 1991.
- Blago božije (izabrane i nove pjesme), 1993.
- Prelest severa, 1995.
- Prelest severa, Krug račanski, Dunavom, 1996.
- Krug račanski, Dunavom (posebno izdanje), 1998.
- Izabrane pesme, 1998.
- Sedmica, 1999.
- Bubnjalica u pčelinjaku, 2001.
- Na staništu brezovih dedova, lirski zapisi